# Saitis barbipes
Espèce
Synonymes
- Attus barbipes Simon, 1868
- Attus scriptus Simon, 1868
- Salticus blandus Blackwall, 1870
- Saitis sanctaeeufemiae Kolosváry, 1938

Saitis barbipes est une espèce d'araignées aranéomorphes de la famille des Salticidae.

## Distribution
Cette espèce se rencontre en Europe du Sud, en Afrique du Nord, en Côte d'Ivoire et en Turquie.
Elle a été introduite en Allemagne, en Belgique et aux Pays-Bas.

## Habitat
Cette espèce se trouve sur les maisons et les pierres, ainsi qu'à l'intérieur.

## Description
Les mâles mesurent de 3,8 à 4 mm et les femelles de 4,6 à 5,7 mm.
Alors que la femelle est de couleur brun mat, le mâle est bien plus coloré. Les mâles ont les yeux verts surmontés d'une bande horizontale rouge. Leurs quatre pattes avant sont rayées noir et blanc. Cependant, la particularité la plus impressionnante du mâle est la troisième paire de pattes, considérablement agrandie. Ces pattes sont rouges près du corps, puis virent au noir, avec des touffes blanches à l'extrémité.

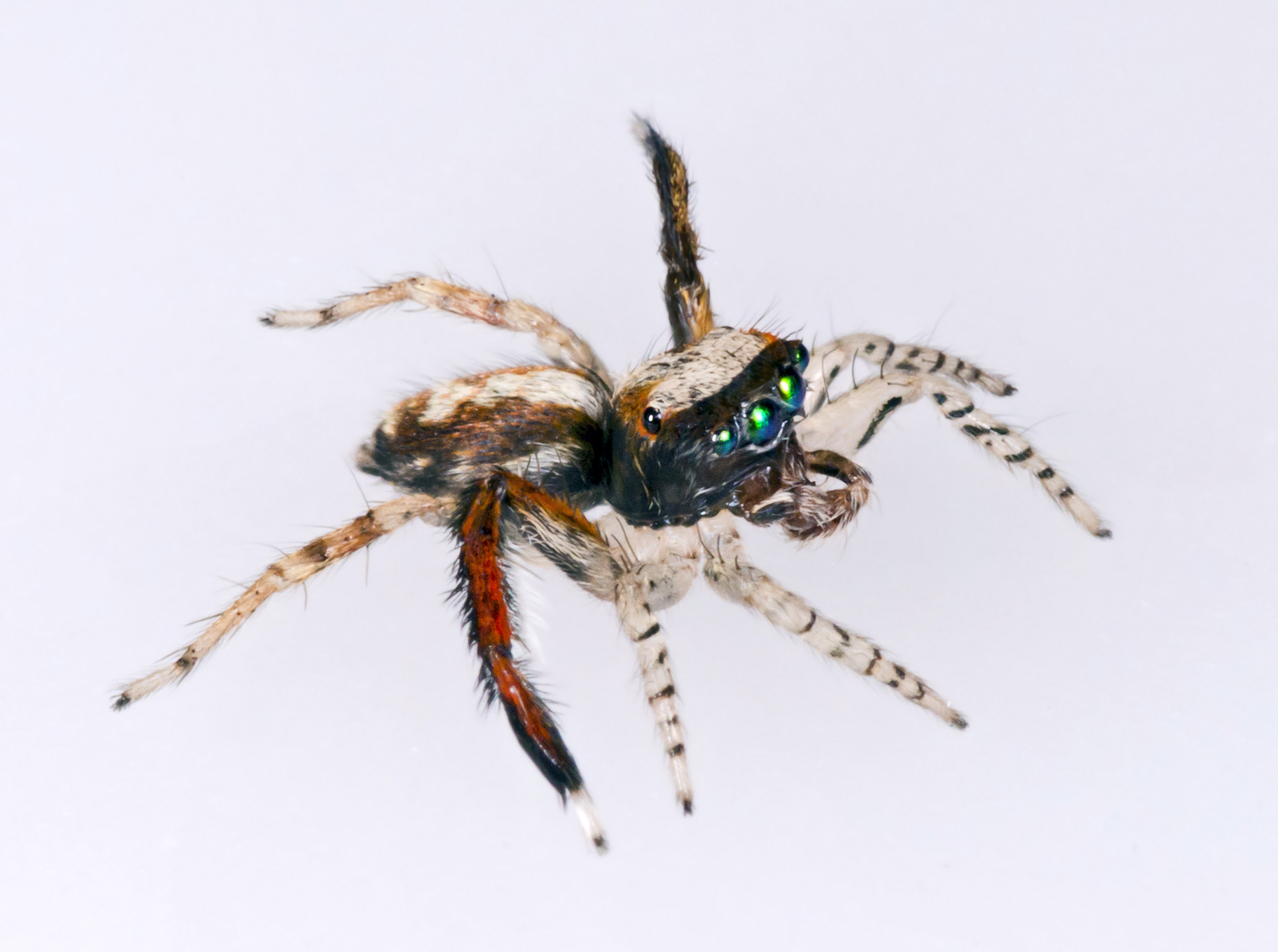
Mâle vue de profil
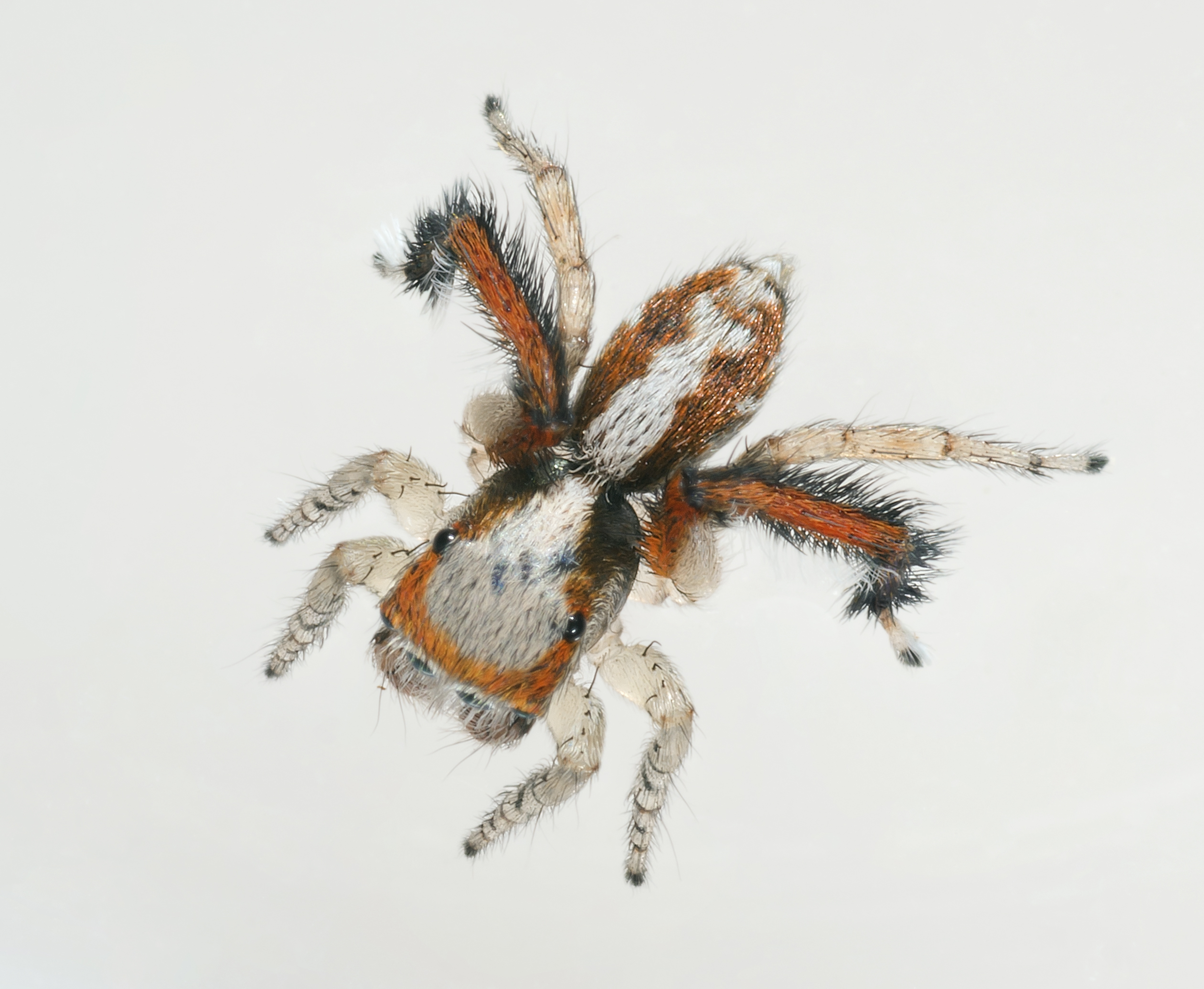
Mâle vue de dessus
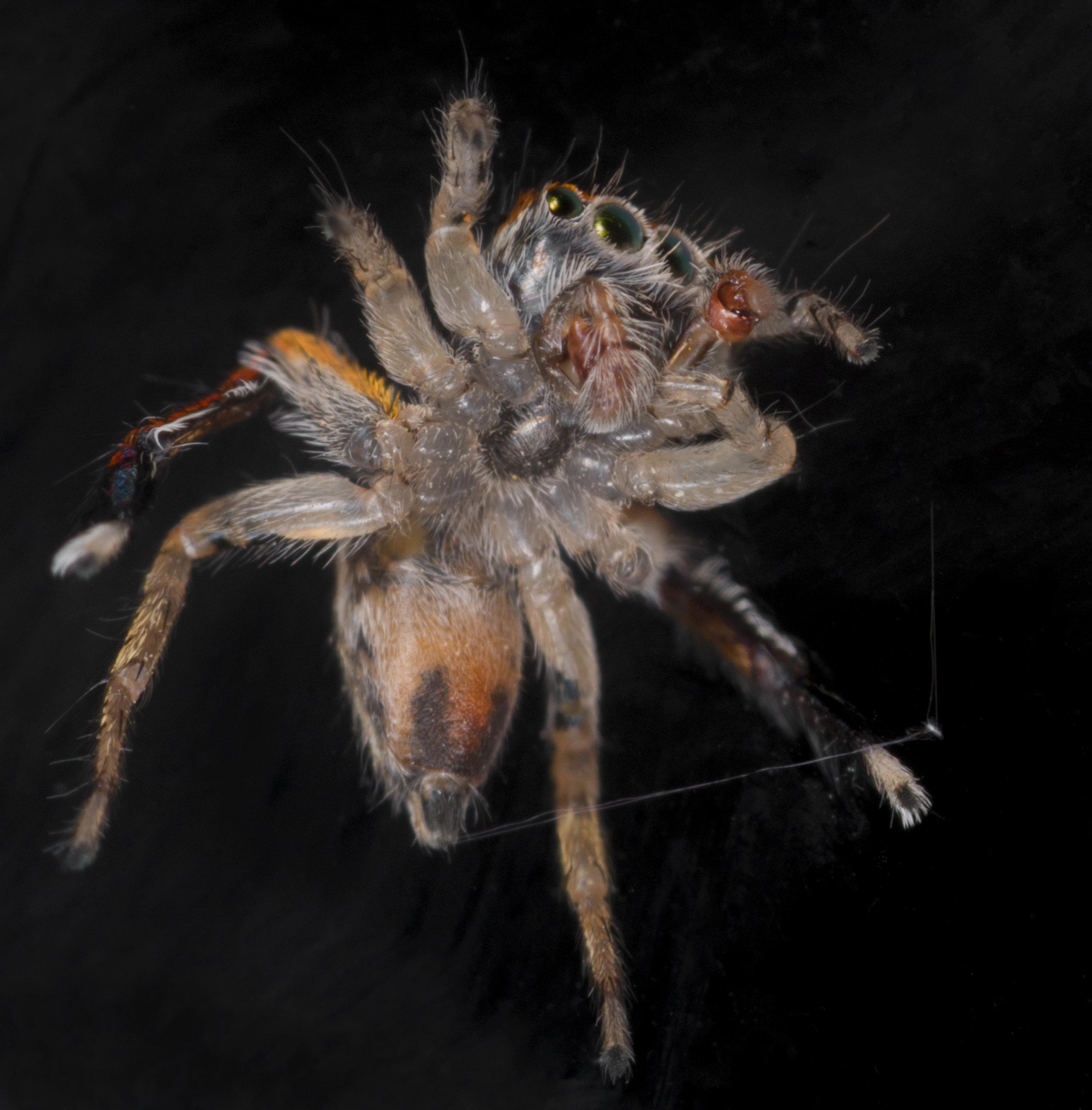
Mâle face inférieure
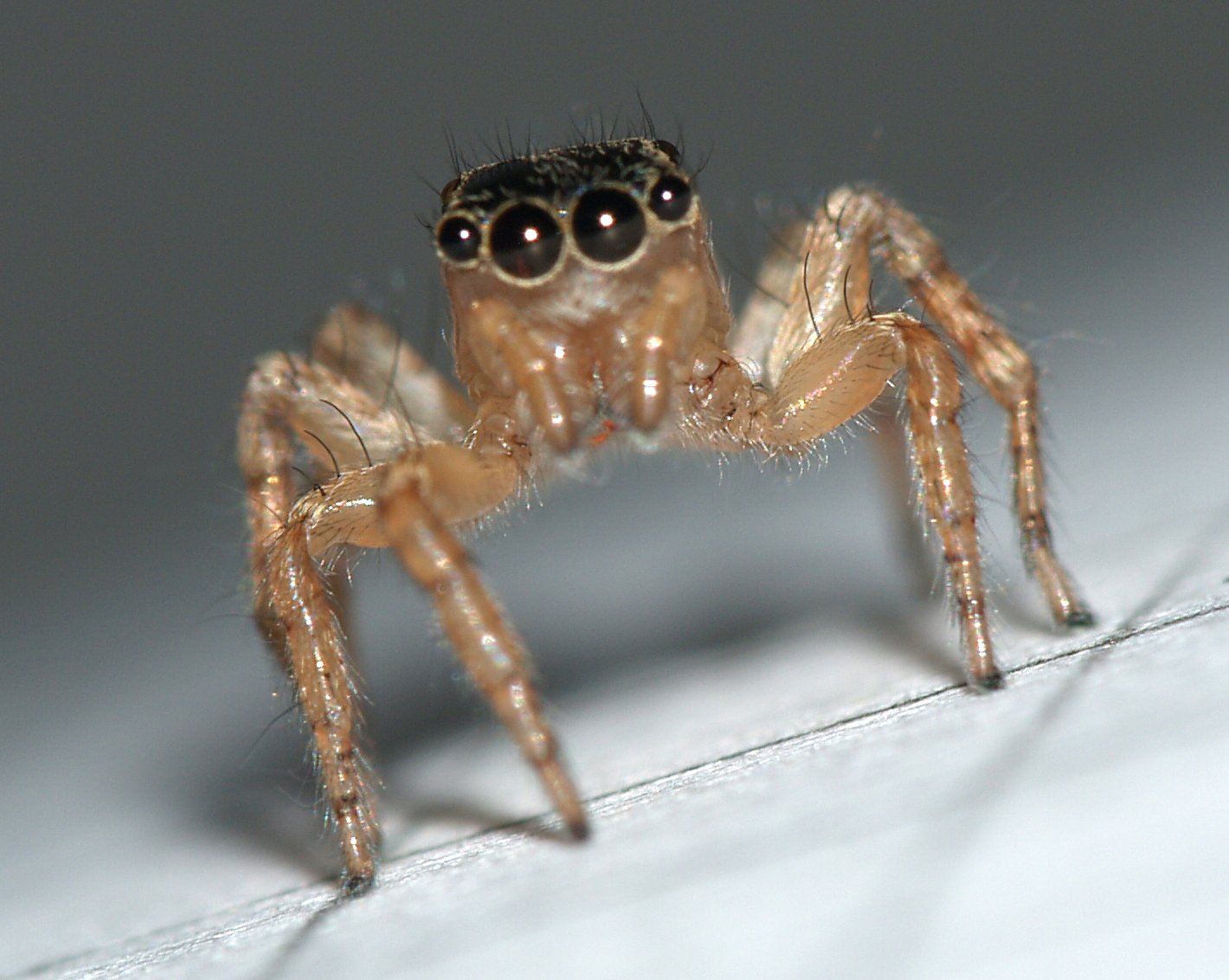
Femelle vue de face
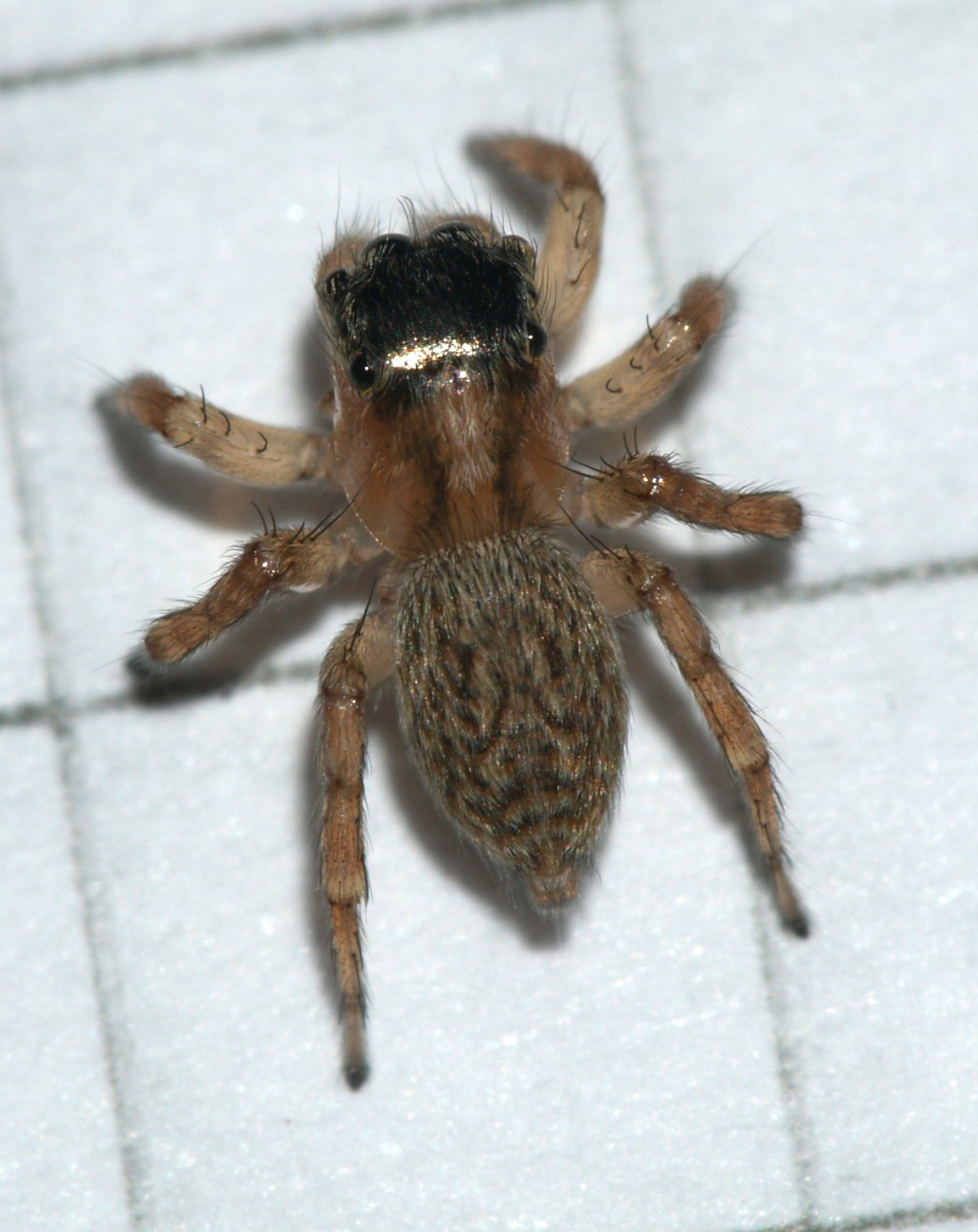
Femelle vue de dos
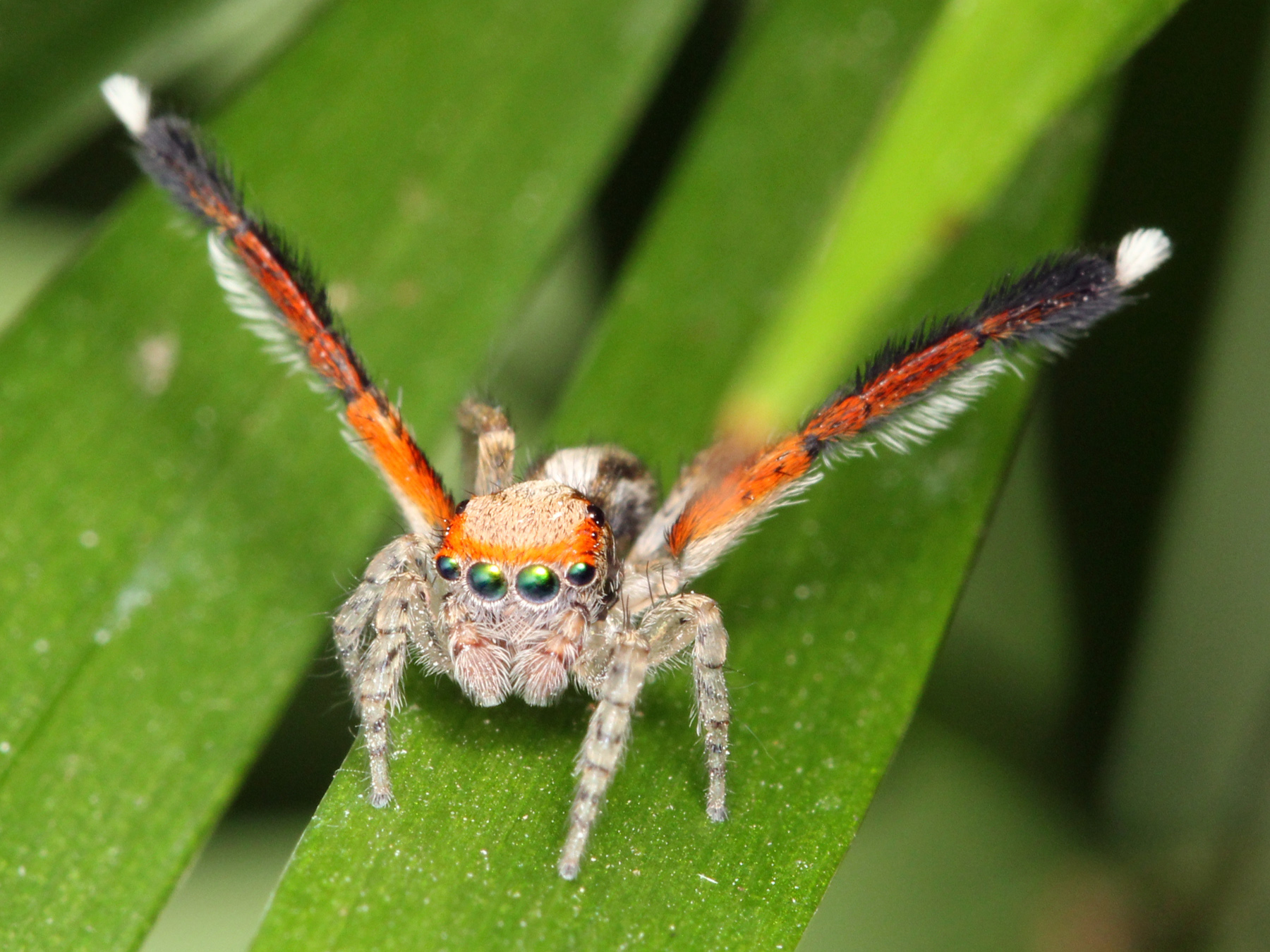
Saitis barbipes ♂ en position de parade nuptiale
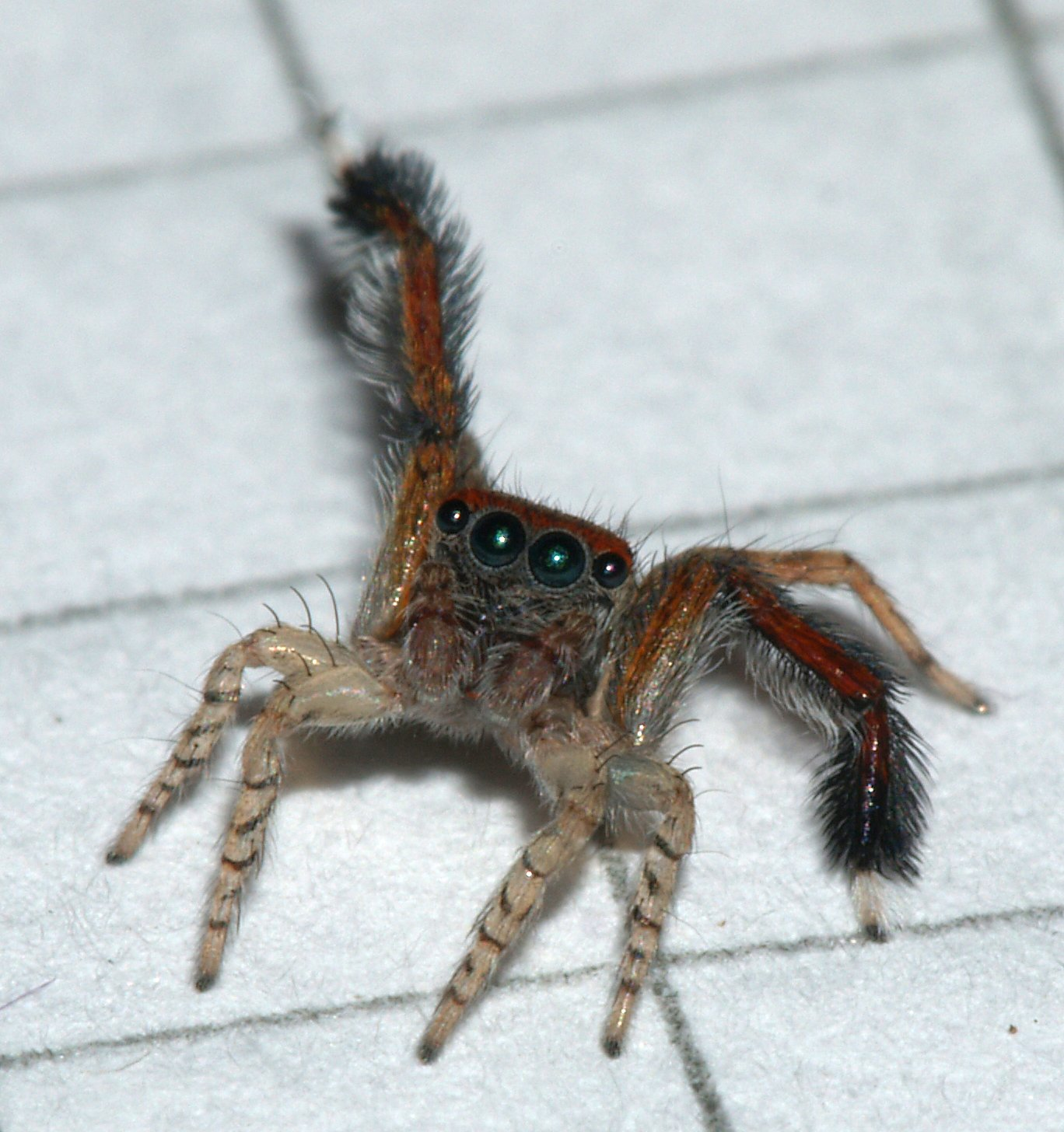
Mâle, deux pattes en l'air.

## Éthologie
La paire de pattes hypertrophiées du mâle est utilisée pour le ballet nuptial. Celui-ci s'en sert pour séduire la femelle. Il les soulève à la verticale, puis s'approche de la femelle en les faisant vibrer. Une femelle réceptive se laissera alors tomber sur ses pattes et lèvera son abdomen en l'air.

## Systématique et taxinomie
Cette espèce a été décrite sous le protonyme Attus barbipes par le naturaliste français Eugène Simon en 1868. Elle a été placée dans le genre Saitis par Simon en 1876. Elle est l'espèce type du genre Saitis.
Attus scriptus et Salticus blandus ont été placées en synonymie par Simon en 1876.
Saitis sanctae-eufemiae a été placée en synonymie par Logunov en 2004.

## Étymologie
Le nom spécifique barbipes vient du latin et signifie « pied barbu ».

## Publication originale
- Simon, 1868 : « Monographie des espèces européennes de la famille des attides (Attidae Sundewall. - Saltigradae Latreille). » Annales de la Société Entomologique de France, sér. 4, vol. 8, p. 11-72 & 529-726 (texte intégral).